# Baggeren
Baggeren omvat alle werkzaamheden die nodig zijn bij het weghalen van zand, slib en andere lagen van de waterbodem en ook landaanwinning en opschonen van het oppervlaktewater.
Het woord baggeren komt van bagger, dat is slib dat ontstaat doordat plantenresten, afval, bodemmateriaal en bladeren zich vastzetten op de bodem van vaarwegen. Op den duur kan dit het scheepvaartverkeer of de capaciteit van het afvoeren van water hinderen.
Het baggerslib en -specie regelmatig verwijderen is dan ook belangrijk. Vaak is de bagger verontreinigd waardoor de afvoer gecompliceerder (en duurder) wordt. Nederland en België staan bekend om hun vele baggerbedrijven die dit werk op vele plaatsen over de wereld uitvoeren.
Voor detailleerde informatie over baggeren kunt u Dredging the Facts nalezen.

## Geschiedenis

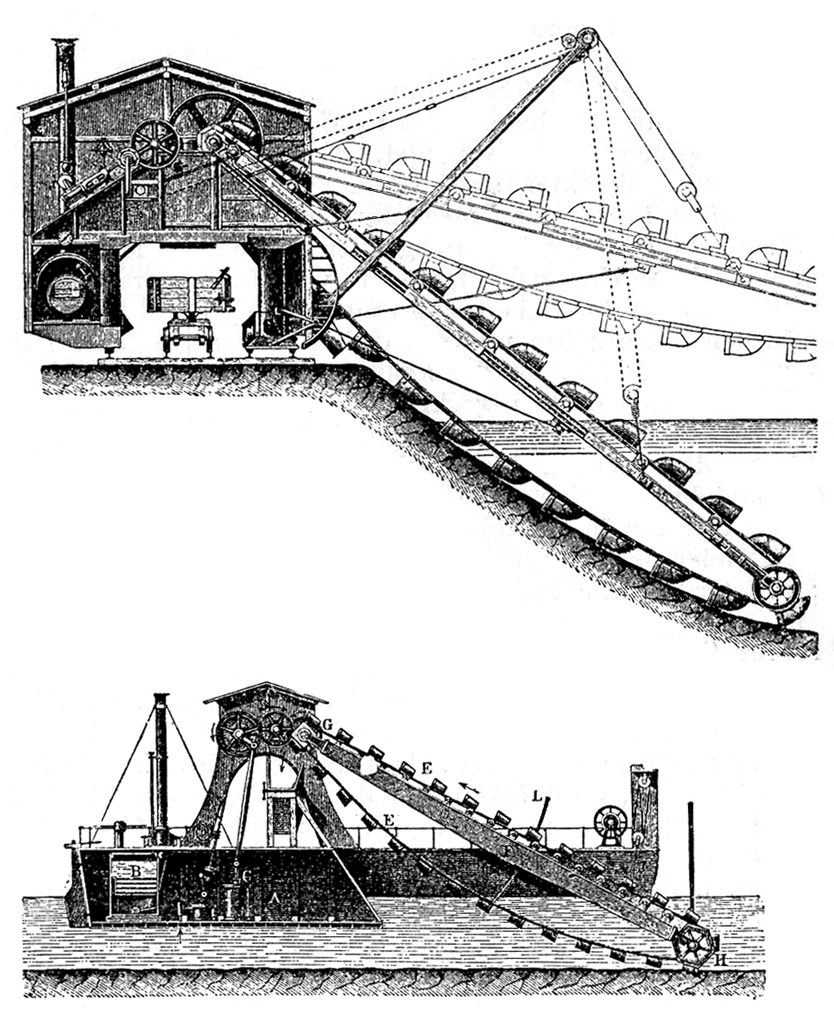
Stoomemmerbaggermolens, de bovenste om kanalen te graven vanaf de wal, de onderste op een bak.

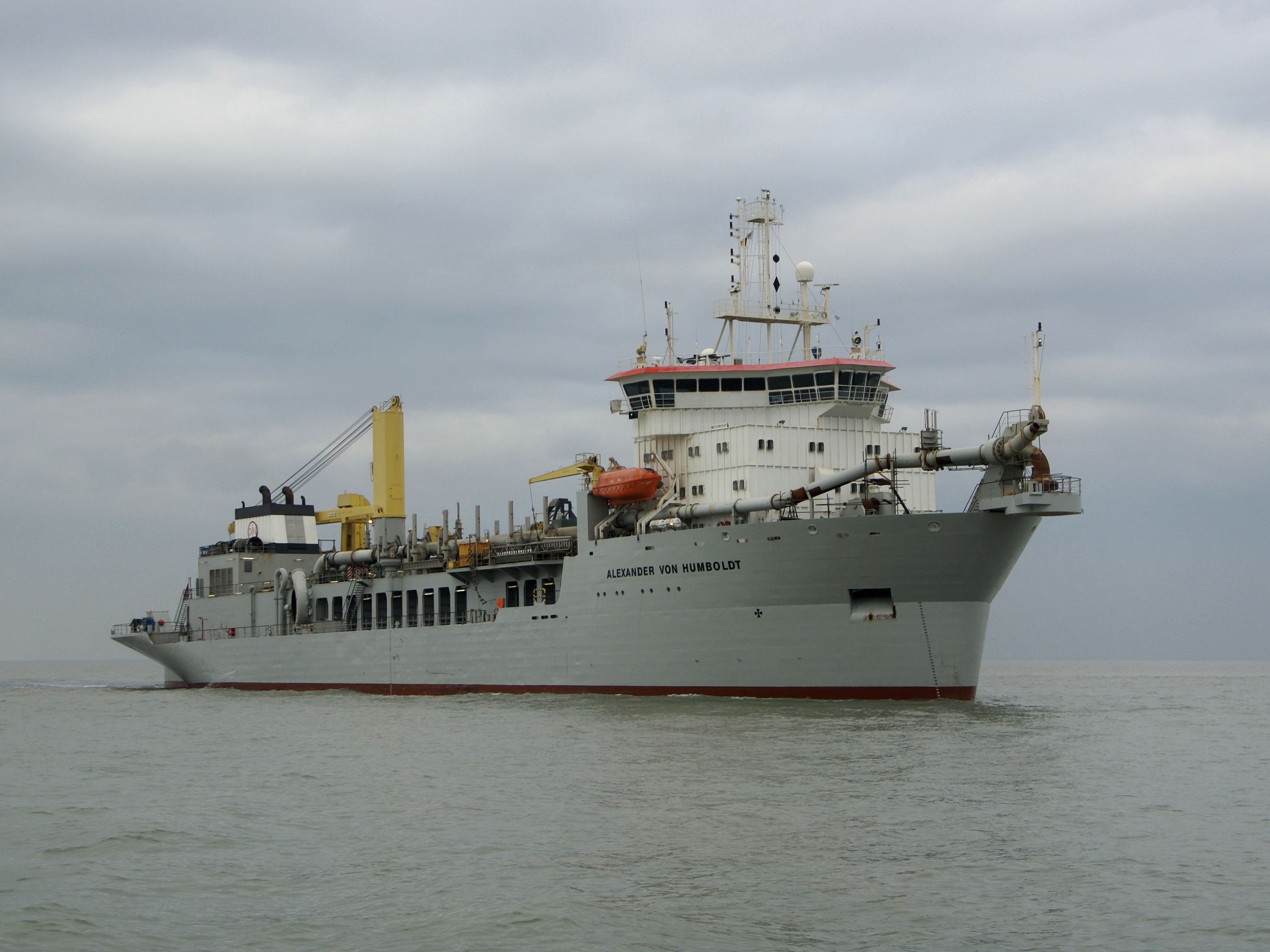
Modern baggerschip: sleephopperzuiger Alexander von Humboldt van de Jan De Nul Group voor de Zeebrugse haven. Deze zeeschepen gebruiken de techniek van het rainbowen om hun zand af te leveren.

Aanvankelijk moest men met de hand baggeren. De baggerbeugel was een soort schepnet met een lange steel. Aan het begin van de 16e eeuw werd in Holland een nieuwe manier van turfwinnen noodzakelijk om aan de vraag van de groeiende steden te kunnen voldoen. Door de introductie van de baggerbeugel werd het mogelijk het veen onder de waterspiegel weg te baggeren, een praktijk die slagturven werd genoemd.
In 1575 construeerde Joost Jansz. Bilhamer een moddermolen. Een verbetering daarna was de modderschuit met rosmolen. In stromend water werd de krabbelaar gebruikt, die woelde de bodem los waarna de stroming voor de afvoer zorgde.
Door de gebroeders Tymon en Adrianus Kater uit Monnickendam werd een moddermolen gebouwd die tot vijf meter diepte kon werken. Een andere uitvinding van de gebroeders was de klepschuit, een voorloper van de onderlosser.
Een grote stap vooruit was de emmerbaggermolen, waarmee tot een diepte van 5 meter kon worden gebaggerd. Later werden deze voortbewogen door stoom en dieselmotoren.
Met de uitvinding van de centrifugaalpomp werd een nieuw type baggerschip mogelijk; de sleephopperzuiger die al gebruikt kon worden bij de aanleg van de Nieuwe Waterweg. Hieraan werd in 1868 begonnen en het was een enorme stimulans voor de baggeraars. De ontwerper, Pieter Caland, ging voor het project nog naar het buitenland om te zien hoe men baggerde, na het Nieuwe Waterweg-project was dit andersom. Nederlandse baggeraars werkten aan de haven van Duinkerke, het Kaiser-Wilhelm-Kanal, het Panamakanaal en de Río de la Plata.
Van recenter datum zijn grote projecten, zoals de bouw van de haven van Jubail, het opspuiten van Chek Lap Kok voor Hong Kong International Airport, opspuitingen in Singapore en in Dubai de Palmeilanden en The World.

## Doelen van baggerwerken
Baggeren kan om verschillende redenen aangewezen zijn. Er zijn drie traditionele hoofdredenen:
1. Capital dredging: bijvoorbeeld de aanleg van nieuwe dokken of vaarwaters of voorbereiding van de zeebodem voor offshore- installaties.
2. Landwinning: de aanleg van kunstmatige eilanden
3. Onderhoudsbaggerwerken: het onderhouden van waterwegen en havens

De doelen van baggerwerken zijn divers, maar meestal wordt er een combinatie van de volgende doelen beoogd:
- Het verwijderen van materiaal van onder het wateroppervlak om een grotere diepte te creëren
- Het opvullen van een leegte, aan land of onder water, met materiaal dat onder water gewonnen wordt
- De winning van bouwmaterialen zoals zand
- De winning van kostbare ertsen en mineralen
- Een verbetering van het milieu door het verwijderen of bedekken (capping) van verontreinigd slib.

## Invloed op het milieu
In het eigenlijke doel van baggerwerken zit steeds een verandering van de topografie van de zee, de rivier of het meer waar het baggerwerk plaatsvindt. Bij elke vorm van baggeren wordt de sedimentlaag op de bodem onder water aangetast. Buiten de directe effecten van het baggeren is er ook bijna steeds een vertroebeling van het water rondom de baggermachine, door het opwoelen van slib. Als dat slib vervuild is kunnen verontreinigende stoffen in het water opgenomen worden. Daardoor kan baggeren een negatief effect hebben op de samenstelling en het zuurstofgehalte van het water.
Er wordt getracht waar nodig de impact van de baggerwerken te beperken op verscheidene manieren, waaronder het werken met:
- Anti- turbidity systems (systemen die pogen het opgewoelde slib uit suspensie te houden)
- Baggersystemen zonder overloop, waar het opgezogen water niet wordt gerecirculeerd
- Ziltschermen die het troebele water scheiden van zuiver water.

Soms is het hoofddoel van baggerwerk het verbeteren van het milieu, dan gaat het voornamelijk over drie soorten werk:
1. Het verwijderen van verontreinigd slib uit waterlopen, waarna het gezuiverd kan worden
2. Het afdekken van een vervuilde sedimentlaag door een niet vervuilde deklaag
3. Het uitgraven en aanleggen van nieuwe natuurlijke leefgebieden, zoals draslanden.

## Marktomvang
In 2011 werd de globale jaaromzet van de baggerindustrie geschat op bijna 10,7 miljard euro, dit was nog maar 4 miljard euro in het jaar 2000. Niet alle landen of markten zijn toegankelijk voor buitenlandse baggerbedrijven. De Volksrepubliek China en de Verenigde Staten zijn de twee belangrijkste landen waar buitenlandse baggeraars zijn uitgesloten. Deze twee vertegenwoordigden een baggervolume van ongeveer 4 miljard euro in 2011. Europa, het Midden-Oosten, en Latijns-Amerika zijn wel toegankelijk en vertegenwoordigden in 2011 ongeveer 60% van de open wereldmarkt.

## Benelux
- België en Nederland hebben samen de grootste en modernste baggervloot ter wereld.
- De ranglijst van grootste baggeraars ter wereld wordt, na China Harbour Engineering, aangevoerd door de Belgische bedrijven Jan De Nul Group en Deme. De Nederlandse maatschappijen Koninklijke Boskalis Westminster NV en Van Oord komen op de respectievelijk vierde en vijfde plaats.[2]
- De luchthaven van Hongkong ligt op een kunstmatig eiland dat onder andere gecreëerd is door de Nederlandse en Belgische baggervloot. Bekend zijn ook The Palm en The World in Dubai, grote landaanwinningsprojecten.

## Mijnbouw
Een baggeraar is ook een grote machine die wordt gebruikt in de dagbouw voor het verwijderen van overtollig materiaal uit mijnen. In de dagbouw voor goud en platina is het een machine waarover grof materiaal wordt geleid, waarbij fijne deeltjes en goud eruitvallen en het overige materiaal achter de machine terechtkomt.